# Art Deco
Art Deco, viết tắt của cụm từ tiếng Pháp Arts décoratifs (n.đ. 'Nghệ thuật trang trí'), là một phong cách nghệ thuật thị giác, kiến trúc và thiết kế sản phẩm, xuất hiện lần đầu tiên ở Paris vào những năm 1910 (ngay trước Thế chiến thứ nhất) và phát triển mạnh mẽ ở Hoa Kỳ và Châu Âu trong những năm 1920 đến đầu những năm 1930.
Thông qua kiểu dáng và thiết kế bên ngoài và bên trong của bất kỳ thứ gì từ công trình kiến trúc lớn đến đồ vật nhỏ, bao gồm cả cách mọi người nhìn (quần áo, thời trang và trang sức), Art Deco tạo sự ảnh hưởng đến thiết kế các cây cầu, tòa nhà (từ tòa nhà chọc trời đến rạp chiếu phim), tàu thủy, tàu biển, xe lửa, ô tô, xe tải, xe buýt, đồ nội thất và các vật dụng hàng ngày bao gồm radio và máy hút bụi.
Phong cách Art Deco được đặt tên theo Triển lãm quốc tế về nghệ thuật trang trí và công nghiệp hiện đại (Exposition internationale des arts décoratifs et industriels modernes) được tổ chức tại Paris năm 1925. Art Deco có nguồn gốc từ các hình khối hình học táo bạo của trường phái Vienna Secession (còn được gọi là Liên minh các nghệ sĩ Áo) và trường phái Lập thể. Ngay từ đầu, trường phái này chịu ảnh hưởng của các màu sắc tươi sáng của trường phái Dã thú và Ballets Russes, cùng các phong cách nghệ thuật kỳ lạ từ Trung Quốc, Nhật Bản, Ấn Độ, Ba Tư, Ai Cập cổ đại và Maya.
Trong thời hoàng kim, Art Deco đại diện cho sự sang trọng, quyến rũ, hoa lệ và niềm tin vào tiến bộ xã hội và công nghệ. Bộ chuyển động sử dụng các vật liệu quý hiếm và đắt tiền, chẳng hạn như gỗ mun và ngà voi, cùng tay nghề thủ công tinh xảo. Nó cũng giới thiệu các vật liệu mới như mạ crôm, thép không gỉ và nhựa. Ở New York, Tòa nhà Empire State, Tòa nhà Chrysler và các tòa nhà khác từ những năm 1920 và 1930 là những tượng đài cho phong cách này.
Vào những năm 1930, trong thời kỳ Đại suy thoái, Art Deco dần trở nên trầm lắng hơn. Một dạng thanh thoát hơn của phong cách này, được gọi là Streamline Moderne, xuất hiện vào những năm 1930, với các hình dạng cong và bề mặt nhẵn bóng. Art Deco thực sự là một phong cách quốc tế, nhưng sự thống trị của nó đã kết thúc khi Thế chiến thứ hai bắt đầu và sự trỗi dậy của các phong cách kiến trúc hiện đại không trang trí và chức năng nghiêm ngặt cũng như Phong cách kiến trúc Quốc tế theo sau.

## Kiến trúc
Phong cách Art Deco phát triển nhiều nguồn khác nhau. Các hình khối liên hợp của nó, và phong cách sắp xếp hợp lý của công nghệ hiện đại kết hợp mô hình bởi các biểu tượng được lấy từ vùng Viễn Đông, La Mã cổ Hy Lạp. châu Phi. Và các nền văn hóa Maya và Aztec.

### Đặc điểm
Hình khối theo dạng "Cubic".
Zig Zac hình như Kim Tự Tháp.
Nhịp nhàng giữa cách phối hợp màu sắc kiến trúc.
Thiết kế zic zac.
Mạnh mẽ trong đường nét.

### Các công trình nổi tiếng
Tòa nhà Chrysler ở New York City được xây dựng vào năm 1930. Đối với một vài tháng, nhà chọc trời này Art Deco là cấu trúc cao nhất thế giới. Nó cũng là một trong những tòa nhà đầu tiên bao gồm thép không gỉ trên một bề mặt tiếp xúc lớn.
Các kiến trúc sư, William Van Alen, lấy cảm hứng từ công nghệ máy tính cho các chi tiết trang trí trên các tòa nhà Chrysler: Có những đồ trang trí mui xe con đại bàng, hubcaps và hình ảnh trừu tượng của xe ô tô.

## Phong cách Kiến trúc Art Deco tại Việt Nam thời Pháp thuộc

### Ở Hà Nội

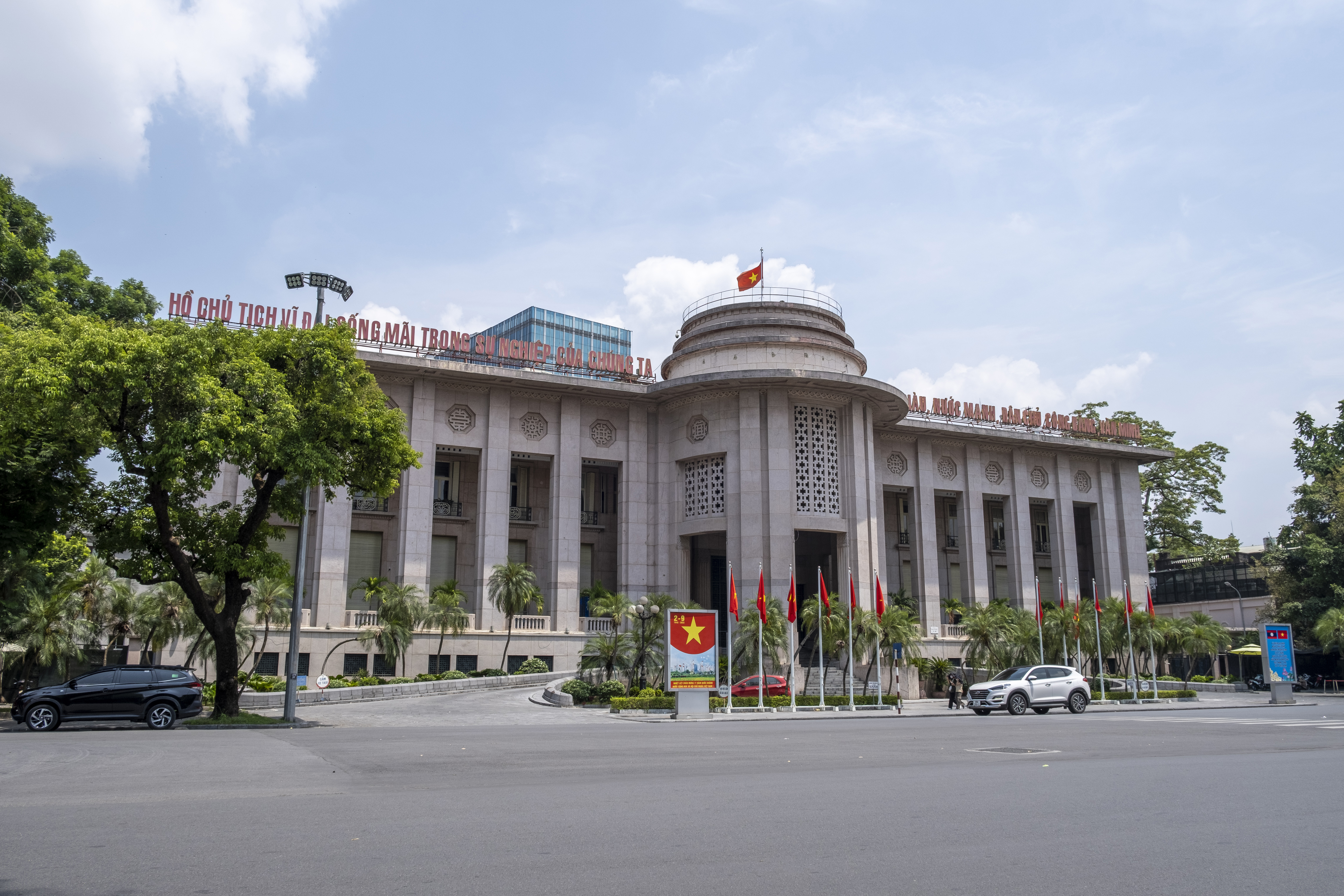
Trụ sở Ngân hàng Đông Dương cũ, nay là Ngân hàng Nhà nước Việt Nam ở Hà Nội

Sau Chiến tranh thế giới lần thứ nhất, các hoạt động kinh tế trở nên nhộn nhịp hơn, một làn sóng đầu tư của người Pháp, một phần nhỏ của người Hoa và người Việt diễn ra ở Hà Nội. Một loạt trụ sở ngân hàng, công ty và nhiều biệt thự tư nhân được xây dựng. Vì đây là các hoạt động đầu tư tư nhân nên chủ nhân của chúng cũng không cần nhờ tới các kiến trúc sư "cung đình" như A-H. Vildieu nữa.
Các kiến trúc sư có đầu óc cách tân hơn được trọng dụng và từ đó một phong cách thiết kế hiện đại, giản dị và thực dụng, phù hợp với xu hướng kiến trúc đang phát triển ở Tây Âu và Bắc Mỹ thời bấy giờ, phong cách Art Deco, được ứng dụng trong thiết kế nhiều công trình ở Hà Nội.
Kiến trúc Art Deco bắt đầu phát triển ở Hà Nội từ những năm 1920 và đặc biệt mạnh mẽ vào những năm 1930. Những công trình xây dựng theo xu hướng này thường sử dụng những hình khối kinh điển trong bố cục không gian, các khối vuông, chữ nhật kết hợp với các khối bán trụ tạo ra một hình thức kiến trúc hiện đại và giản dị.
Thêm vào đó là các hoạ tiết trang trí bằng thép uốn hoặc đắp nổi bằng xi măng, thạch cao với đường nét mềm mại làm giảm bớt sự thô nặng của các khối chủ đạo. Đây cũng là hình loại kiến trúc được nghiên cứu và có nhiều sự cải biên nhằm tới sự hài hoà với khí hậu và cảnh quan Hà Nội.
Một số công trình tiêu biểu: Chi nhánh ngân hàng Đông Dương (ảnh 4), nhà in IDEO (24 Tràng Tiền), công ty AVIA (39 Trần Hưng Đạo), Bưu điện (6 Đinh Lễ), các toà nhà số 91 Đinh Tiên Hoàng và 31 Tràng Tiền, cùng rất nhiều biệt thự trải từ quận Ba Đình tới cuối các phố Bà Triệu, Hàng Chuối.
Đặc điểm nhận dạng: Hình khối giản dị mang tính hiện đại, đại đa số là mái bằng, sử dụng với liều lượng vừa phải các họa tiết trang trí trên mặt đứng.